# São Tomé e Príncipe nos Jogos Olímpicos de Verão da Juventude de 2018
São Tomé e Príncipe participou dos Jogos Olímpicos de Verão da Juventude de 2018, realizados em Buenos Aires, na Argentina.

## Desempenho

### Atletismo
| Evento         | Atleta          | Qualificação 1 | Qualificação 1 | Qualificação 2 | Qualificação 2 | Total     | Total   |
| Evento         | Atleta          | Resultado      | Posição        | Resultado      | Posição        | Resultado | Posição |
| -------------- | --------------- | -------------- | -------------- | -------------- | -------------- | --------- | ------- |
| 100m feminino  | Edzinadia Ceita | 13.45          | 28             | 12.85          | 27             | 26.30     | 27      |
| 100m masculino | Fabio Moniz     | 11.82          | 30             | 11.40          | 30             | 23.22     | 30      |

### Canoagem
| Evento                  | Atleta       | Tomada de tempo | Tomada de tempo | 1ª rodada          | Repescagem         | Oitavas            | Quartas            | Semifinais         | Final              | Pos. final  |
| Evento                  | Atleta       | Resultado       | Pos.            | Oponente Resultado | Oponente Resultado | Oponente Resultado | Oponente Resultado | Oponente Resultado | Oponente Resultado | Pos. final  |
| ----------------------- | ------------ | --------------- | --------------- | ------------------ | ------------------ | ------------------ | ------------------ | ------------------ | ------------------ | ----------- |
| Velocidade C1 masculino | Alex Antunes | 2:09.00         | 13              | Não avançou        | 2:11.16            | Não avançou        | Não avançou        | Não avançou        | Não avançou        | Não avançou |

### Taekwondo
| Evento            | Atleta         | Preliminar           | Quartas     | Semifinais  | Final       | Pos. final  |
| ----------------- | -------------- | -------------------- | ----------- | ----------- | ----------- | ----------- |
| Até 63kg feminino | Euclides Lopes | TUN Asma Haji D 0–21 | Não avançou | Não avançou | Não avançou | Não avançou |

Legenda
| Recorde mundial      | Recorde mundial (World record)               |                       | Recorde africano                      | Recorde africano (African) |                                           | Q | Classificado por posição (Qualified) |
| Recorde olímpico     | Recorde olímpico (Olympic record)            | Recorde da América    | Recorde da América (Americas)         | q                          | Classificado por melhor tempo (Qualified) |   |                                      |
| Melhor marca do ano  | Melhor marca do ano (World leading)          | Recorde asiático      | Recorde asiático (Asian)              | DNS                        | Não largou (Did not start)                |   |                                      |
| Recorde nacional     | Recorde nacional (National record)           | Recorde europeu       | Recorde europeu (European)            | DNF                        | Não terminou (Did not finish)             |   |                                      |
| Recorde pessoal      | Recorde pessoal do atleta (Personal best)    | Recorde da Oceania    | Recorde da Oceania (Oceania)          | DSQ / DQ                   | Desclassificado (Disqualified)            |   |                                      |
| Recorde da temporada | Recorde da temporada do atleta (Season best) | Recorde sul-americano | Recorde sul-americano (South America) | NM                         | Sem marca (No mark)                       |   |                                      |